# Nélie Jacquemart

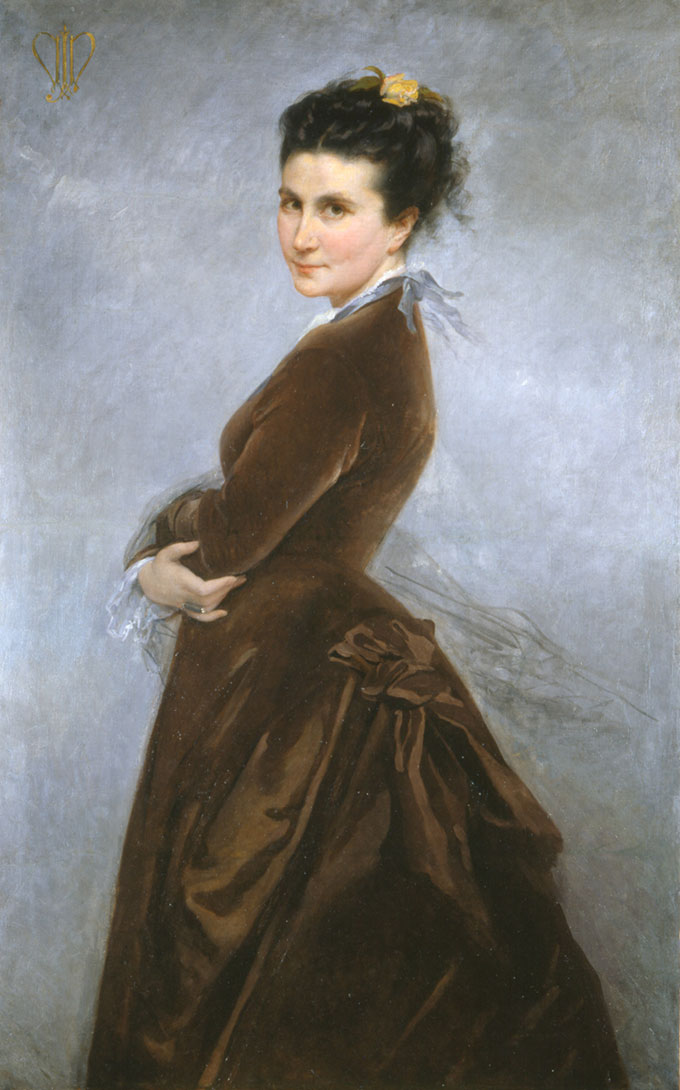
Selbstporträt (1880). Musée Jacquemart-André in Chaalis

Nélie Barbe Hyacinthe Jacquemart (* 25. Juli 1841 in Paris; † 14. Mai 1912 ebenda) war eine französische Porträtmalerin und Kunstsammlerin.

## Ungeklärte Herkunft
Jacquemart war nach Ansicht des schwedischen Kunsthistorikers Georg Nordensvan eine Tochter des französischen Gelehrten und Malers Albert Jacquemart (1808–14. Oktober 1875), der unter anderem als Büroleiter im Zollamt arbeitete und ein ausgezeichneter Kenner von Porzellan und bemalten Keramikarbeiten war. Er verfasste Schriften wie die Histoire artistique, industrielle et Commerciale de la Porcelaine (1865), die mit Radierungen ihres älteren Bruders, des Kupferstechers Jules Ferdinand Jacquemart (3. September 1837–26. September 1880), illustriert ist.
Nach anderen Angaben soll sie eine Tochter von Joseph Jacquemart und dessen Frau Marie Hyacinthe (geborene Rivoiret) gewesen sein, die um 1835 nach Paris kamen. Ihr Vater sei ein Wahlvertreter für Alphée Bourdon de Vatry (1793–1871) gewesen sein, dessen Frau Paméla Hainguerlot de Vatry (1802–1881) sie gefördert habe.

## Leben
Jacquemart war eine der ersten Frauen, die an der École des Beaux-arts den Malunterricht besuchte. Anschließend erhielt sie eine Ausbildung in der Werkstatt des neoklassizistischen und romantischen Malers Léon Cogniet.
Sie stellte im Salon de Paris 1863 zwei Genregemälde le Père des orphelins (der Vater der Waisenkinder), Molière chez le barbier Oély (Molière beim Friseur Oély) sowie a Pézenas und ein Männerporträt aus. Sie malte 1867 für die Pfarrkirche St-Jacques-du-Haut-Pas einen „Saint Eugène“. Bald gab sie die religiösen und Genrethemen auf, um sich ganz der Porträtmalerei zu widmen. Sie stellte 1868 im Salon ein Porträt aus, dem eine Anzahl von Bildern bekannter Personen folgte. Ihre sehr naturgetreuen Bildnisse sind sorgfältig modelliert und in kräftigen Farben gehalten.

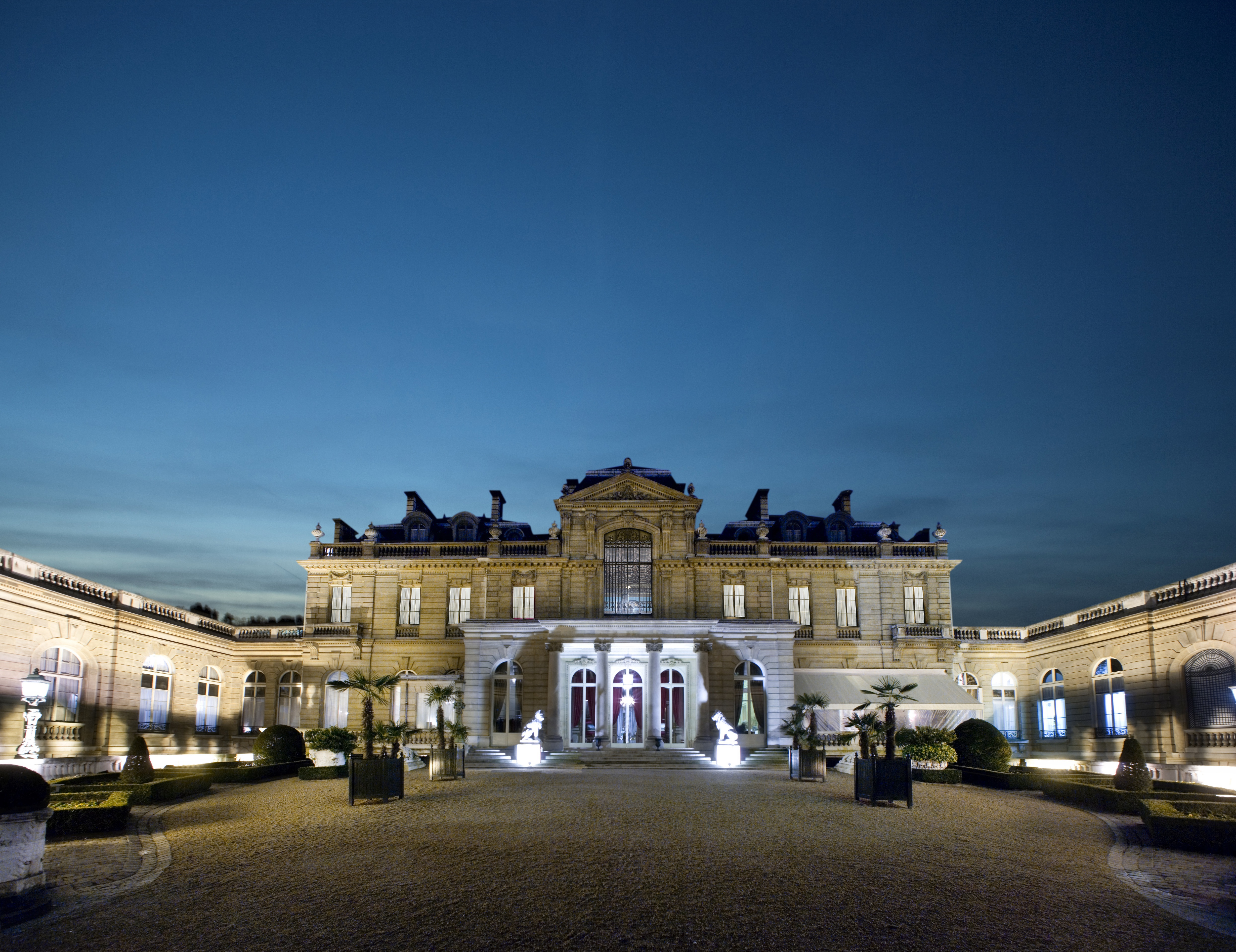
Nélie Jacqemart vermachte dem Institut de france das Musée Jacquemart-André

1872 lernte sie den Bankier Édouard André kennen, von dem sie ein Porträt anfertigen sollte. Neun Jahre später heiratete sie diesen am 29. Juni 1881. André war ein leidenschaftlicher Kunstsammler. Gemeinsam reisten sie durch Europa, Indien, Japan, in den Nahen Osten und nach Moskau und erwarben zahlreiche Kunstobjekte. Nach dem Tod ihres Mannes 1894 verwaltete sie sein Erbe und baute sie die Sammlung weiter aus. Im Jahr 1912 vermachte sie sowohl das Musée Jacquemart-André als auch Kloster Chaalis dem Institut de France.

## Werke (Auswahl)
Genremalerei
- Le Cabaret de la Pomme de pin 1866
- Les Femmes savantes 1866

Porträts
- Monsieur Denolt-Champy 1868
- Unterrichtsminister Victor Duruy 1869
- Marschall François Certain de Canrobert 1870
- Adolphe Thiers 1871
- Justizminister Jules Dufaure 1873
- Marquis de La Rochette 1875
- Graf Charles Cousin-Montauban, Marquis von Montesquieu und Herzog von Decazes 1878

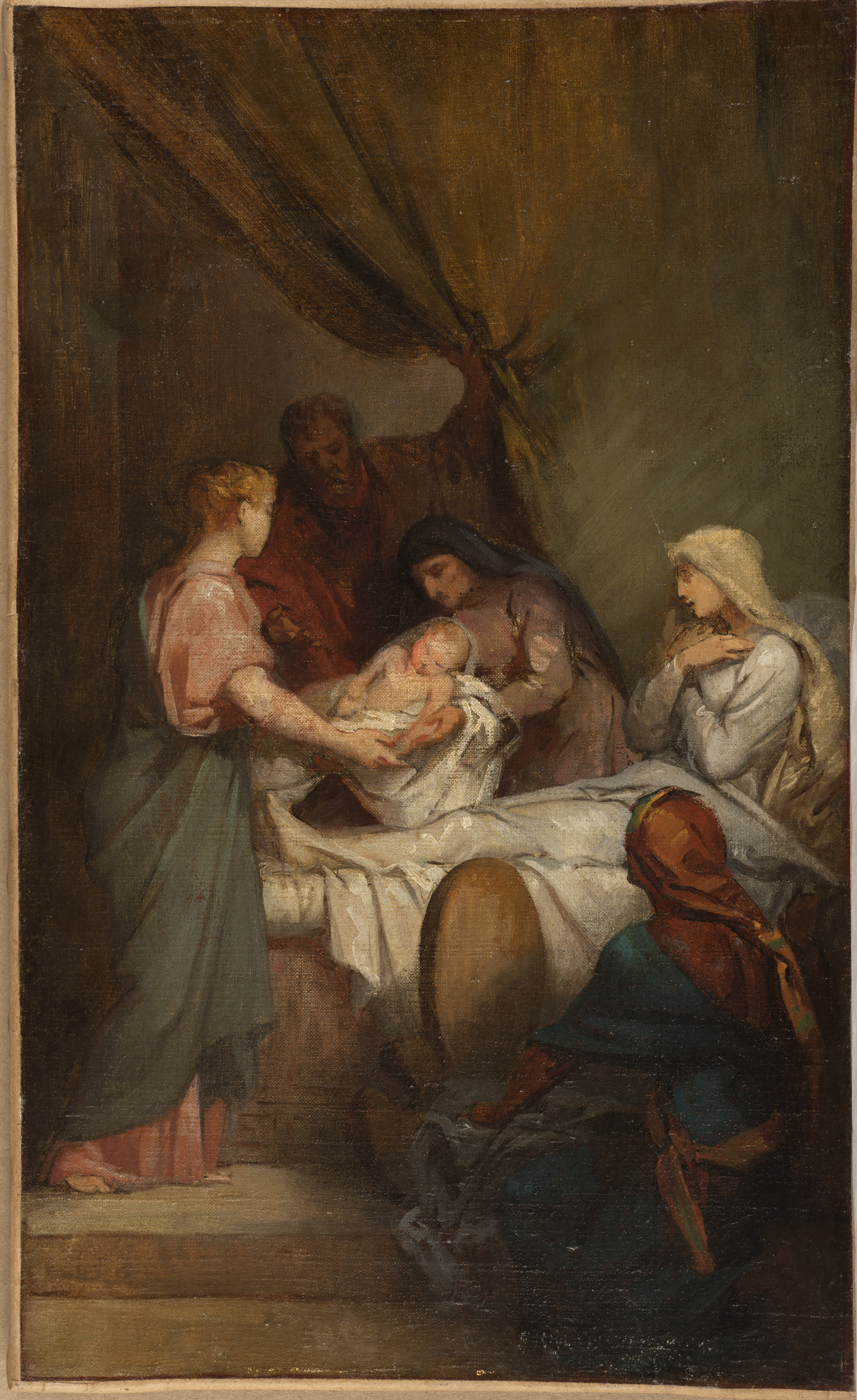
La Naissance de la Vierge
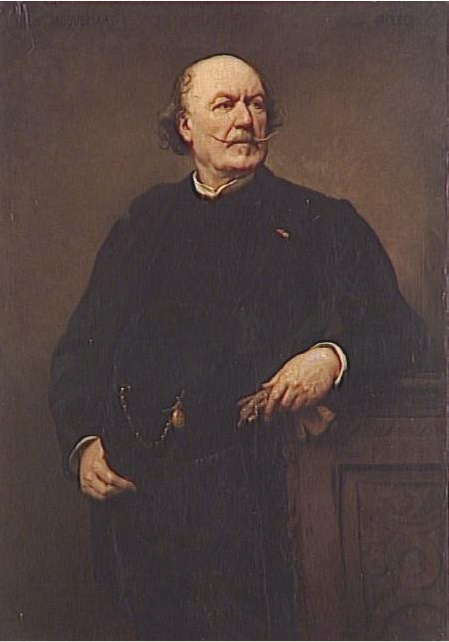
Marschall François Certain de Canrobert
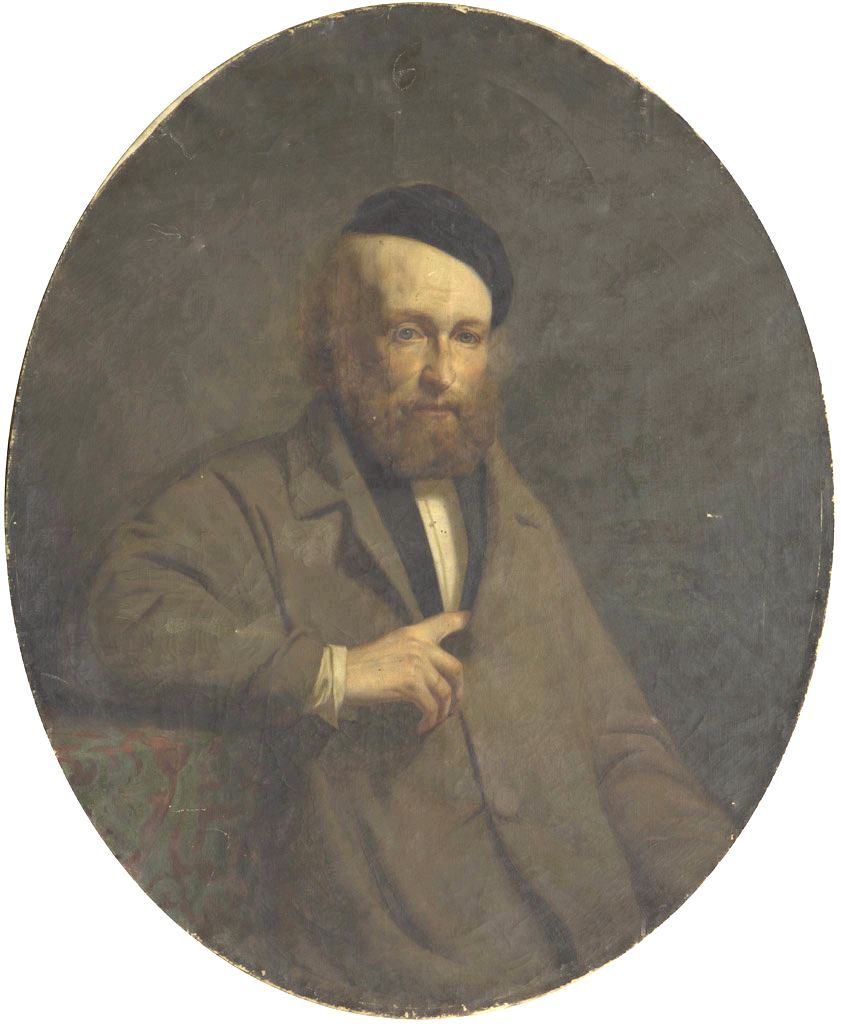
Raymond Bonheur (1861–1939, um 1890)

## Auszeichnungen
- 1868, 1869 und 1870 Medaillen bei Ausstellungen im Pariser Salon
- Medaille zweiter Klasse auf der Weltausstellung Paris 1878